# Chase City
Chase City é uma cidade  localizada no estado norte-americano de Virgínia, no Condado de Mecklenburg.

## Demografia
Segundo o Censo demográfico censo norte-americano de 2000, a sua população era de 2457 habitantes. Em 2006, foi estimada uma população de 2356 habitantes, um decréscimo de 101 habitantes (-4.1%).

## Geografia
De acordo com o United States Census Bureau tem uma área de 5,7 quilômetros quadrados, dos quais 5,7 quilômetros quadrados cobertos por terra e 0,0 quilômetros quadrados cobertos por água. Chase City localiza-se a aproximadamente 165 m acima do nível do mar.

## Localidades na vizinhança
O diagrama seguinte representa as localidades num raio de 32 quilômetros ao redor de Chase City.